# Psáka
Psáka är en ort i Grekland.   Den ligger i prefekturen Thesprotia och regionen Epirus, i den västra delen av landet, 300 km nordväst om huvudstaden Aten. Psáka ligger 282 meter över havet och antalet invånare är 220.
Terrängen runt Psáka är huvudsakligen kuperad, men åt nordost är den bergig. Runt Psáka är det glesbefolkat, med 19 invånare per kvadratkilometer. Närmaste större samhälle är Igoumenitsa, 13,5 km väster om Psáka. 